# Beth Fowler
Beth Fowler (ur. 1 listopada 1940) – amerykańska aktorka filmowa i telewizyjna.

## Filmografia
Seriale
- 1990: Prawo i porządek jako Pani Wrenn
- 2007: Plotkara jako Mistrzyni ceremonii
- 2013-2016: Orange Is the New Black jako Siostra Jane Ingalls

Film
- 1991: In the Line of Duty: Manhunt in the Dakotas jako Joan Kahl
- 2001: Friends and Family jako Ada Torcelli
- 2011: Jak ona to robi? jako Sekretarka Clarka